# Goombay Dance Band
Goombay Dance Band — немецкая группа, созданная в 1979 году Оливером Бендтом, названная в честь маленького залива на Карибах, в Сент-Люсии. Их музыка отличается характерным звучанием (чем-то напоминает Boney M), с примесью сока, калипсо и западной популярной музыки. Группа имела огромный коммерческий успех в начале 1980-х годов, появившись с такими хитами, как: «Sun of Jamaica» (Солнце Ямайки), «Seven Tears» (Семь слёз) и «Aloha-Oe, Until We Meet Again» (Алоха Оэ, пока мы не встретимся вновь). У группы Goombay Dance Band появились фанаты по всей Европе, а вскоре она стала очень популярной и в Южной Африке, где вошла в чарты с песнями «Sun of Jamaica» и «Aloha-Oe».

## История
Ансамбль выпустил песню «Sun of Jamaica» в конце 1979 года. Она попала на первые места чартов ФРГ за девять недель в 1980 и была продана тиражом в 11 миллионов копий. Их следующим синглом стал «Aloha-Oe, Until We Meet Again», основанный на гавайской композиции «Алоха Оэ». Песня попала в пятёрку лучших в европейских чартах, включая первое место в Австрии. Дебютным альбомом группы стал Zauber der Karibik, в международном варианте известный, как «Sun of Jamaica», имевший большой коммерческий успех и вошедший в пятёрку лучших в нескольких странах. Второй альбом, Land of Gold, исполненный значительно хуже, вошёл только в немецкий чарт сорока лучших, однако песни «Eldorado» и «Rain» стали хитами.
В 1981 году группа выпустила альбом Holiday in Paradise, отличившимся песней «Seven Tears». Когда альбом был выпущен в Великобритании в следующем году, "Seven Tears" стала прорывным хитом на Британском рынке, где заняла вершину чартов за три недели и была продана миллионным тиражом.
Тем не менее, последующие выпуски не принесли значительного коммерческого успеха. Следующий студийный альбом Born to Win провалился в чартах и не оставил никаких значимых хитов. В 1984 и 1985 годах группа выпускает несколько внеальбомных синглов, породивших новые провалы. В 1990-х годах Goombay Dance Band выпустила несколько альбомов, включая Christmas Album и сборник Island of Dreams, который был встречен с переменным успехом и отметился новой версией песни «Sun of Jamaica». Группа отпраздновала свой тридцатилетний юбилей коллекцией перезаписанных хитов в 2009 году. В следующем году они записали «Is This the Way to the World Cup» по случаю чемпионата мира по футболу 2010.
На сегодняшний день Goombay Dance Band продолжает время от времени записывать и исполнять музыку, хотя и в новом составе, а с 2012 года у них есть своя личная страница в социальной сети Facebook.

## Дискография

### Студийные альбомы
| Год  | Название               | Позиции в чартах | Позиции в чартах | Позиции в чартах | Позиции в чартах | Позиции в чартах |
| Год  | Название               | GER              | AUT              | NLD              | NOR              | SWE              |
| ---- | ---------------------- | ---------------- | ---------------- | ---------------- | ---------------- | ---------------- |
| 1980 | Sun of Jamaica[A]      | 3                | 1                | 4                | 17               | 15               |
| 1980 | Land of Gold           | 41               | —                | —                | —                | —                |
| 1981 | Holiday in Paradise    | 17               | —                | —                | —                | —                |
| 1982 | Born to Win            | —                | —                | —                | —                | —                |
| 1990 | Von Hawaii bis Tomé[B] | —                | —                | —                | —                | —                |
| 1994 | Christmas Album[C]     | —                | —                | —                | —                | —                |
| 1995 | Caribbean Beach Party  | —                | —                | —                | —                | —                |

- A^ В немецкоговорящих странах альбом Sun of Jamaica выпущен под именем Zauber der Karibik, а в Испании вышел под именем Sol de Jamaica.
- B^ Von Hawaii bis Tomé перевыпущен под именем Sommer, Sonne, Strand и Montego Bay в 1993-м.
- C^ Christmas Album перевыпущен под именем Christmas by the Sea в 1997-м.

### Сборники
| Год  | Название                       | Позиции в чартах | Позиции в чартах | Позиции в чартах |
| Год  | Название                       | GER              | NLD              | UK               |
| ---- | ------------------------------ | ---------------- | ---------------- | ---------------- |
| 1982 | Tropical Dreams                | 9                | 28               | —                |
| 1982 | Seven Tears                    | —                | —                | 16               |
| 1983 | The Best of Goombay Dance Band | —                | —                | —                |
| 1986 | Karibische Träume              | —                | —                | —                |
| 1988 | Sun of Jamaica                 | —                | —                | —                |
| 1995 | Island of Dreams               | 57               | —                | —                |
| 1995 | Sun of Jamaica                 | —                | —                | —                |
| 2009 | 30th Anniversary Collection    | —                | —                | —                |
| 2011 | Golden Hits – Reloaded         | —                | —                | —                |

### Синглы
| Год  | Название                                                             | Позиции в чартах | Позиции в чартах | Позиции в чартах | Позиции в чартах | Позиции в чартах | Позиции в чартах | Позиции в чартах | Позиции в чартах | Позиции в чартах | Позиции в чартах | Сертификации    | Альбом                      |
| Год  | Название                                                             | GER              | AUT              | BEL              | FRA              | IRE              | NLD              | NZL              | SWE              | SWI              | UK               | Сертификации    | Альбом                      |
| ---- | -------------------------------------------------------------------- | ---------------- | ---------------- | ---------------- | ---------------- | ---------------- | ---------------- | ---------------- | ---------------- | ---------------- | ---------------- | --------------- | --------------------------- |
| 1979 | "Ring Ting Ting"                                                     | —                | —                | —                | —                | —                | —                | —                | —                | —                | —                |                 | н/д                         |
| 1979 | "Sun of Jamaica"                                                     | 1                | 1                | 1                | 38               | 14               | 1                | 19               | 5                | 3                | 50               | - GER: Platinum | Sun of Jamaica              |
| 1980 | "Aloha-Oe, Until We Meet Again"                                      | 5                | 1                | 3                | —                | —                | 4                | —                | —                | —                | —                |                 | Sun of Jamaica              |
| 1980 | "Bang Bang Lulu"                                                     | —                | —                | —                | —                | —                | —                | —                | —                | —                | —                |                 | Sun of Jamaica              |
| 1980 | "Eldorado"                                                           | 4                | 14               | —                | —                | —                | —                | —                | —                | —                | —                |                 | Land of Gold                |
| 1980 | "Rain"                                                               | 9                | —                | —                | —                | —                | —                | —                | —                | —                | —                |                 | Land of Gold                |
| 1981 | "Seven Tears"                                                        | 13               | 15               | 6                | —                | 1                | 7                | 28               | —                | —                | 1                | - UK: Gold      | Holiday in Paradise         |
| 1981 | "Christmas at Sea"                                                   | 22               | —                | —                | —                | —                | —                | —                | —                | —                | —                |                 | н/д                         |
| 1982 | "My Bonnie"                                                          | 50               | —                | —                | —                | —                | —                | —                | —                | —                | —                |                 | Tropical Dreams             |
| 1982 | "Robinson Crusoe"                                                    | —                | —                | —                | —                | —                | —                | —                | —                | —                | —                |                 | Tropical Dreams             |
| 1982 | "Santorini Goodbye"                                                  | —                | —                | —                | —                | —                | —                | —                | —                | —                | —                |                 | Born to Win                 |
| 1982 | "Born to Win"                                                        | —                | —                | —                | —                | —                | —                | —                | —                | —                | —                |                 | Born to Win                 |
| 1983 | "If You Ever Fall in Love"                                           | —                | —                | —                | —                | —                | —                | —                | —                | —                | —                |                 | Born to Win                 |
| 1984 | "Don't You Cry, Caroline"                                            | —                | —                | —                | —                | —                | —                | —                | —                | —                | —                |                 | н/д                         |
| 1985 | "Marlena"                                                            | —                | —                | —                | —                | —                | —                | —                | —                | —                | —                |                 | н/д                         |
| 1985 | "A Typical Jamaican Mess"                                            | —                | —                | —                | —                | —                | —                | —                | —                | —                | —                |                 | н/д                         |
| 1995 | "I Love the Melody"                                                  | —                | —                | —                | —                | —                | —                | —                | —                | —                | —                |                 | Caribbean Beach Party       |
| 1995 | "Sun of Jamaica '95 Version" (Goombay Dance Band & Cool Summer Cuts) | —                | —                | —                | —                | —                | —                | —                | —                | —                | —                |                 | Island of Dreams            |
| 2005 | "Sun of Jamaica" (Antibazz & Sunstarz feat. Goombay Dance Band)      | —                | —                | —                | —                | —                | 62               | —                | —                | —                | —                |                 | н/д                         |
| 2009 | "Over the Oceans"                                                    | —                | —                | —                | —                | —                | —                | —                | —                | —                | —                |                 | 30th Anniversary Collection |
| 2009 | "In My Dreams"                                                       | —                | —                | —                | —                | —                | —                | —                | —                | —                | —                |                 | 30th Anniversary Collection |
| 2010 | "Is This the Way to the World Cup"                                   | —                | —                | —                | —                | —                | —                | —                | —                | —                | —                |                 | Golden Hits – Reloaded      |
| 2012 | "Traum von Jamaica"                                                  | —                | —                | —                | —                | —                | —                | —                | —                | —                | —                |                 | н/д                         |
| 2013 | "Come Back 2 Jamaica"                                                | —                | —                | —                | —                | —                | —                | —                | —                | —                | —                |                 | н/д                         |
| 2013 | "Aloha-Oe (Bis wir uns wiedersehen)"                                 | —                | —                | —                | —                | —                | —                | —                | —                | —                | —                |                 | н/д                         |
| 2014 | "Life"                                                               | —                | —                | —                | —                | —                | —                | —                | —                | —                | —                |                 | н/д                         |

## Внешние ссылки
- goombaydanceband.net — официальный сайт Goombay Dance Band
- Goombay Dance Band на сайте Discogs